# 似鱘足溝魚
似鱘足溝魚為輻鰭魚綱鮋形目杜父魚亞目八角魚科的其中一種，為深海魚類，分布於西北太平洋日本、韓國、俄羅斯堪察加半島海域，棲息深度8-432公尺，體長可達29公分，棲息在大陸棚底層水域，會季節性洄游，生活習性不明。

## 扩展阅读
維基物種上的相關：似鱘足溝魚